# تدقيق بيئي
التدقيق البيئي أو المراجعة البيئية (بالإنجليزية: Environmental audit)‏، هو مصطلح عام يمكن أن يعكس أنواعاً مختلفة من التقييمات التي تهدف إلى تحديد الثغرات في تنفيذ نظام الامتثال البيئي والإدارة البيئية، بجانب الإجراءات التصحيحية المتصلة بها. ويعرفه المختصين أيضاً بأنه أداة إدارية تشمل تقييم منظم موضوعي أو دوري، موثوق لأداء الوحدة الاقتصادية ونظام الإدارة والمعدات المُتعلقة بالبيئة وذلك بهدف المُساعدة في تحقيق الرقابة الإدارية على المُمارسات البيئية وتقييم مدى الالتزام بسياسات الوحدة الاقتصادية ومتطلبات القوانين النافذة. ويلعب التدقيق البيئي دوراً حيوياً في تحسين الأداء البيئي للوحدات الاقتصادية وحماية البيئة من مختلف الأضرار التي تتعرض لها أو التأثيرات السلبية التي تنجم عن مزاولتها لأنشطتها.